# The Hidden
The Hidden (titulada Hidden: Lo oculto, en Hispanoamérica) es una película estadounidense de ciencia ficción estrenada en 1987 por New Line Cinema. Fue dirigida por Jack Sholder y protagonizada por Kyle MacLachlan y Michael Nouri. En 1993, se estrenó The Hidden II, una secuela directa para vídeo.[cita requerida]

## Argumento
Jack DeVries (Chris Mulkey), un aburrido ciudadano sin antecedentes criminales, roba un banco en Los Ángeles, asesina al guardia de seguridad y huye en un Ferrari a toda velocidad hasta que la policía logra acribillarlo. El detective Thomas Beck es testigo de todo ello pero entonces su supervisor lo llama para decirle que debe trabajar sobre el caso con el agente especial del FBI Lloyd Gallagher (Kyle MacLachlan).
Mientras, en el hospital DeVries, a pesar de haber recibido numerosos impactos de bala, se levanta y se acerca a otro paciente muriendo cuando algo repugnante sale de su boca y entra en el cuerpo del otro paciente, que se llama Jonathan Miller, quien escapa del hospital con una nueva y destructora energía en su cuerpo. Beck invita a Gallager a cenar a su casa donde conoce a la esposa e hija del policía, la pequeña niña al ver al agente se siente intimidada y recelosa a lo que Gallager comenta a Beck que la niña posee la habilidad de percibir cosas ocultas; durante la cena el agente le narra a la pareja que el fugitivo que persigue asesinó a su compañero y mejor amigo, por lo que sus superiores le encomendaron la tarea de cazarlo razonando que al tener un interés personal en el caso estaría más motivado que cualquier otro.
Cuando descubren el cadáver de DeVries y la desaparición de Miller, Gallager explica a Beck que ahora deben perseguir a Miller ya que se trata de un antiguo cómplice que continuará los actos criminales en nombre de su compañero muerto. Mientras tanto Miller comienza a hacer todo tipo de actos salvajes hasta acabar en un club para adultos donde transfiere el parásito a una bailarina exótica llamada Brenda (Claudia Christian), mientras el agente Gallagher le sigue la pista por el rastro de cadáveres que va dejando atrás. Cuando la enfrentan esta comienza a hablar con el agente comentándole cómo es que desde que llegó ha comprendido que pertenecen a una raza desagradable e inferior, por lo que tiene como objetivo disfrutar de todas las experiencias que la humanidad le pueda ofrecer; cuando están a punto de cazarla, la bailarina transfiere el parásito a un perro y este a su vez a su dueño, John Masterson (Clarence Felder), quien es el teniente del departamento de policía y superior directo de Beck.
Viendo tantas cosas extrañas, Beck arresta a Gallagher, quien resulta ser un impostor, pero que le explica que en realidad es un policía extraterrestre que ha venido a detener al parásito; ambos resultan ser miembros de una raza alienígena y Gallager ha perseguido al criminal que asesinó a su compañero hasta este planeta donde descubrió la capacidad de poseer a los terrícolas. Beck no se lo cree y lo deja entre rejas, hasta que Masterson llega dispuesto a acabar con tan molesto perseguidor. Entonces, por fin, Beck acepta que está metido en un asunto extraterrestre y libera a Gallager, este le explica que posee un arma de energía que puede matar al parásito, pero que es inofensiva para la biología humana, por lo que primero deben dejarlo al descubierto para poder asesinarlo, para ello deciden sacar de la armería de la comisaría de policía todo el arsenal posible. 
La lucha entre la pareja y el parásito acaba en un enfrentamiento donde logran asesinar al capitán, pero Beck es herido de muerte y el parásito huye y se introduce en el cuerpo del Senador Holt (John McCann), un importante político, que anuncia su intención de ser presidente de los Estados Unidos de América. Después que Beck es llevado al hospital en estado crítico, Gallager persigue al parásito hasta un evento público donde promociona su candidatura, allí quema vivo el cuerpo del candidato con un lanzallamas y lo agentes de seguridad, creyendo que se trata de un atentado, lo acribillan; aun así, gracias a su resistencia al dolor, cuando de entre sus restos sale la criatura logra destruirla con su arma de energía.
Una vez bajo custodia en el hospital, Gallagher se escabulle hasta la habitación donde Beck lucha por su vida solo para atestiguar como éste fallece, al ver esto decide transferirse al cuerpo del policía y cuando los doctores y la familia de Beck llegan lo encuentran despierto y el cuerpo sin vida de Gallager tirado en el piso. Al principio su hija lo ve con desconfianza, pero cuando este le sonríe ella toma su mano y se alegra.

## Reparto
| Actor             | Personaje                                       |
| ----------------- | ----------------------------------------------- |
| Kyle MacLachlan   | Agente Lloyd Gallagher / Robert Stone / Alhague |
| Michael Nouri     | Det. Thomas Beck                                |
| Richard Brooks    | Det. Sánchez                                    |
| Claudia Christian | Brenda Lee Van Buren                            |
| Chris Mulkey      | Jack DeVries                                    |
| William Boyett    | Jonathan P. Miller                              |
| John McCann       | Senador Holt                                    |
| Clarence Felder   | Ten. John Masterson                             |
| Clu Gulager       | Ten. Ed Flynn                                   |
| Ed O'Ross         | Det. Cliff Willis                               |
| Steve Eastin      | Agente Stadt                                    |
| Katherine Cannon  | Barbara Beck                                    |
| Larry Cedar       | Brem                                            |
| Danny Trejo       | Prisionero                                      |

## Banda sonora
Canciones:
| Pista | Título                       | Intérprete                  |
| ----- | ---------------------------- | --------------------------- |
| 1     | "Hidden"                     | The Truth                   |
| 2     | "Black Girl White Girl"      | The Lords of the New Church |
| 3     | "Is There Anybody In There?" | Hunters & Collectors        |
| 4     | "Say Good Bye"               | Hunters & Collectors        |
| 5     | "On Your Feet"               | Shok Paris                  |
| 6     | "Going Down Fighting"        | Shok Paris                  |
| 7     | "Weapons of Love"            | The Truth                   |
| 8     | "Still in Hollywood"         | Concrete Blonde             |
| 9     | "Your Haunted Head"          | Concrete Blonde             |
| 10    | "While the Going's Good"     | Twin Set & the Pearls       |
| 11    | "You Make Me Feel So Young"  | Brian Gunboty               |
| 12    | "Out of Control (In My Car)" | ULI                         |
| 13    | "Bad Girl"                   | Mendy Lee                   |
| 14    | "Over Your Shoulder"         | Concrete Blonde             |

## Estreno
New Line Cinema lo estrenó en octubre de 1987. El box office fue de $9,747,988. En 2000, New Line Home Entertainment estrenó el film en una edición especial en DVD.

## Crítica
Rotten Tomatoes, le dio un 77%. La revista Variety la describió como un thriller bien construido. El Chicago Sun-Times le dio un 3 sobre 4 y lo describió como «una película sorprendentemente efectiva».  El The New York Times dijo que «la película es mayormente una serie de persecuciones automovilísticas por todo Los Ángeles, pero también hay algo de humor». En Los Angeles Times, se dijo que era violenta pero ingeniosa. En el The Washington Post se dijo que era una de las más satisfactorias del año en su género.

### Premios
- Jack Sholder: Gran premio del festival de cine fantástico de Avoriaz 1988.
- Jack Sholder: mejor director en Fantasporto 1988.
- Michael Nouri: mejor actor en el Festival de Cine de Sitges de 1987.